# Xã Sperry, Quận Clayton, Iowa
Xã Sperry (tiếng Anh: Sperry Township) là một xã thuộc quận Clayton, tiểu bang Iowa, Hoa Kỳ. Năm 2010, dân số của xã này là 485 người.